# 히가시오우라촌
히가시오우라촌(일본어: 東大浦村)은 일본 교토부 가사군에 있던 촌이다. 현재의 마이즈루시 북동단에 해당한다.

## 역사
- 1889년 4월 1일 - 정촌제 시행에 의해 11촌의 구역을 가지고 성립하였다.
- 1942년 8월 1일 - 히가시마이즈루시에 편입, 동일 히가시오우라촌은 폐지되었다.

## 참고문헌
- 가도카와 일본 지명 대사전 26 京都府